# За твором М.В.Гоголя «Вечори на хуторі біля Диканьки» (срібна монета)
«За тво́ром М. В. Го́голя „Вечори́ на ху́торі бі́ля Дика́ньки“» — срібна ювілейна монета номіналом 50 гривень, випущена Національним банком України. Присвячена творчості М.Гоголя, який створив поетичний образ українського народу, з надзвичайною художньою силою розкрив його самобутній характер з притаманним йому почуттям гумору, а ліричний образ України, створений ним у творі «Вечори на хуторі біля Диканьки», назавжди увійшов до європейської літератури.
Сюжет однієї з найяскравіших повістей збірки — «Ніч перед Різдвом» є головною темою композиції монети. Елементи оздоблення монети — сапфір жовтий масою 0,06 карата, локальна позолота (вміст золота — 0,000048 г).
Монету введено в обіг 10 серпня 2009 року. Вона належить до серії «Українська спадщина».

## Опис та характеристики монети
| Номінал грн. | Метал            | Маса, грам | Діаметр, мм. | Якість виготовлення       | Гурт                           | Тираж, штук |
| ------------ | ---------------- | ---------- | ------------ | ------------------------- | ------------------------------ | ----------- |
| 50           | срібло 999 проби | 500,0      | 85,0         | спеціальний анциркулейтед | гладкий із заглибленим написом | 1 500       |

### Аверс
На аверсі монети в гротескному стилі зображено кругову композицію «розповідач і слухачі», що складається з персонажів твору «Вечори на хуторі біля Диканьки», у центрі якої — портрет М.Гоголя з пером у руці, та розміщено: угорі — малий Державний Герб України, написи півколом «НАЦІОНАЛЬНИЙ БАНК УКРАЇНИ», унизу — «50 ГРИВЕНЬ».

### Реверс
На реверсі монети в гротескному стилі зображено по колу композицію, що ілюструє повість «Ніч перед Різдвом», у центрі — різдвяна зірка зі свічкою всередині, полум'я якої імітує жовтий сапфір. Під зіркою півколом розміщено напис «НІЧ ПЕРЕД РІЗДВОМ».

## Автори

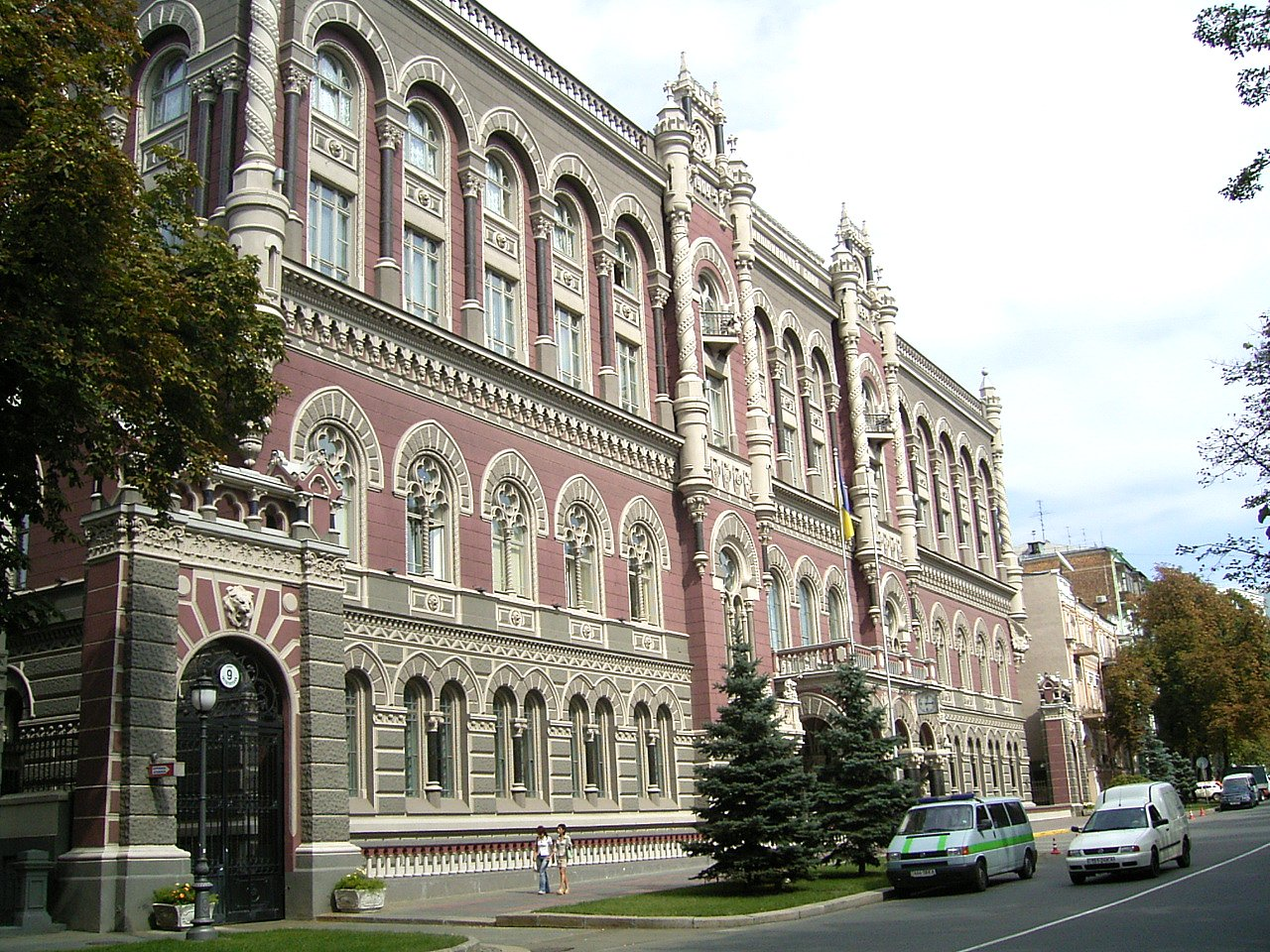
Будівля Національного банку України

- Художники: Таран Володимир, Харук Олександр, Харук Сергій.
- Скульптори: Атаманчук Володимир (аверс), Дем'яненко Володимир (реверс).

## Вартість монети
Ціна монети — 6760 гривня, була вказана на сайті Національного банку України у 2013 році.
Фактична приблизна вартість монети з роками змінювалася так:
| Рік        | 2010   | 2011   | 2012   | 2013   | 2014   | 2015   | 2016   | 2017   | 2018   | 2019   |
| ---------- | ------ | ------ | ------ | ------ | ------ | ------ | ------ | ------ | ------ | ------ |
| Ціна, грн. | 8 000  | 8 250  | 8 500  | 9 500  | 8 500  | 11 000 | 12 500 | 13 400 | 13 800 | 13 000 |
| Рік        | 2020   | 2021   | 2022   | 2023   | 2024   | 2025   |        |        |        |        |
| Ціна, грн. | 13 800 | 13 800 | 24 000 | 26 000 | 50 000 | 50 000 |        |        |        |        |

## Відзнаки
Перемога в номінації «Найкраща монета року» на Міжнародному конкурсі пам'ятних монет «Монетне сузір'я — 2010» (Росія, Москва).